# رونالدو گویارو
رونالدو گویارو (به پرتغالی: Ronaldo Guiaro) مدافع اهل برزیل است که در شهر پیراسیکابا و در تاریخ ۱۸ فوریهٔ ۱۹۷۴ به دنیا آمده‌است.
رونالدو گویارو در تیم‌های فوتبال Guarani سابقهٔ حضور دارد.